# Улица Старый Гай
Улица Ста́рый Гай — улица Москвы в районе Вешняки Восточного административного округа. Проходит от Кетчерской улицы до Вешняковской улицы.

## Название
Название улицы перенесено 26 мая 1970 года с располагавшегося неподалёку проезда Старого Гая, не сохранившегося до наших дней. Он проходил от Рассветной аллеи до улицы Юности (у перекрёстка с нынешней Вешняковской улицей). Проезд Старый Гай, а также соседний проезд Малый Гай были названы по находившемуся в Кускове саду «Гай». Есть версия, что название проездам дали крепостные крестьяне из Украины, которых в XVIII веке граф Шереметьев переселил в усадьбу Кусково (гай в переводе с украинского — роща).

## Описание
Улица Старый Гай начинается вблизи развязки Кетчерской улицы с МКАД и проходит на юг, там же берёт начало Реутовская улица. Заканчивается на пересечении с Вешняковской улицей.

## Транспорт
- Автобус № 232 — в обе стороны;
- Электробусы № н4, т75, 674[1] — в обе стороны; 706 — только в северном направлении.
- В 800 м западнее улицы расположена платформа Новогиреево Горьковского направления МЖД.
- В полутора километрах к северо-западу от улицы находится станция метро  Новогиреево.